# Johann Tauscher
Johann „Hans“ Tauscher (* 31. März 1909 in Wien; † 21. Januar 1979) war ein österreichischer Feldhandballspieler.

## Biografie
Tauscher gehörte bei den Olympischen Sommerspielen 1936 in Berlin der österreichischen Handballauswahl an, die im Feldhandball die Silbermedaille gewann. Er wurde am Neustifter Friedhof bestattet.
Er absolvierte drei Spiele, unter anderem das Finale.